# Радовану (Долж)
Радовану (рум. Radovanu) насеље је у Румунији у округу Долж у општини Радован. Oпштина се налази на надморској висини од 93 m.

## Становништво
Према подацима из 2011. године у насељу је живело 3258 становника.